# Abondance (formaggio)
L'Abondance è un formaggio francese a pasta pressata e cotta prodotto in Savoia.